# Buck Jones
Buck Jones, nome artístico de Charles Frederick Gebhart, (Vincennes, Indiana, 12 de dezembro de 1891 — Boston, Massachusetts, 30 de novembro de 1942) foi um ator estadunidense, conhecido pelos seus papéis de cowboy em inúmeros faroeste B desde os tempos do cinema mudo.

## Vida e Obra

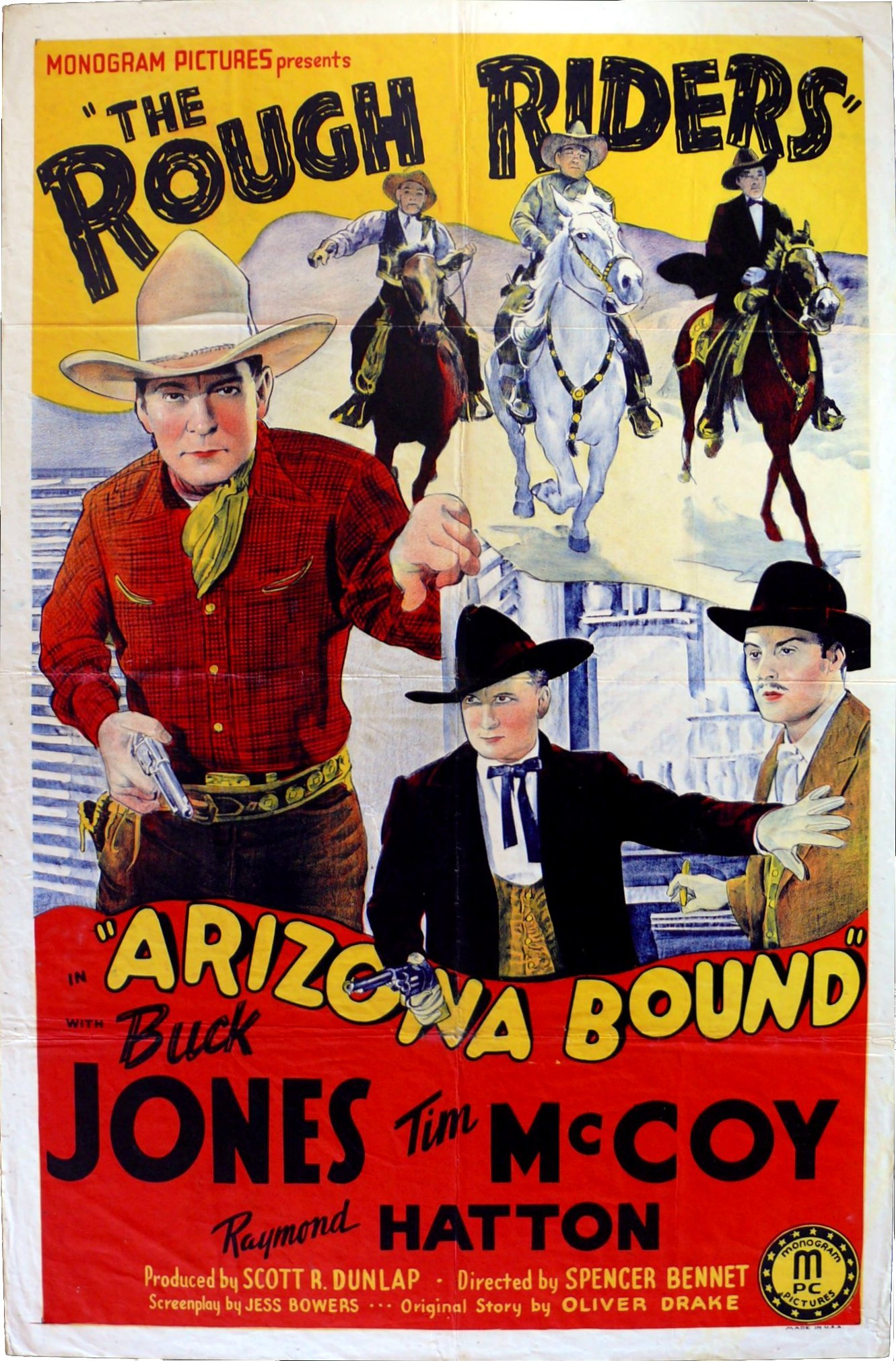
Cartaz do filme Arizona Bound (1941)

Buck Jones cresceu na fazenda do pai em Red Rock, Oklahoma. Depois de ser mecânico de automóveis, alistou-se na cavalaria do exército em 1906, com documentos forjados para aumentar a idade, tendo servido na fronteira com o México e nas Filipinas, onde foi gravemente ferido na perna. Como não conseguiu ser piloto de avião, deixou o exército em 1913. Trabalhou no circo como peão, treinou cavalos para o governo francês e ensinou equitação na França. Em 1915, conheceu a amazona Odille Osborne, com quem celebrou um casamento que durou a vida inteira. Já casado, foi piloto de carros de corrida e finalmente chegou em Hollywood em 1917, a bordo do Ringling Brothers Circus.
Começou como extra até ser contratado para pequenos papéis pela Fox, sendo também dublê de Tom Mix. Em 1920, estrelou Quem Não Se Arrisca (The Last Straw). Nos anos que se seguiram, fez sessenta filmes naquele estúdio. Saiu em 1928 para fundar sua própria produtora, que faliu com apenas um filme, O Grande Salto (The Big Hop), dando-lhe enorme prejuízo. Abandonou as telas e voltou-se novamente para o circo, mas teve de desistir depois de apenas dois meses. Felizmente, nessa época começavam a ser produzidos os filmes falados e a Columbia Pictures contratou-o por uma fração do que ganhava na Fox. Seu primeiro filme sonoro foi O Cavaleiro Solitário (The Lone Rider, 1930). Depois de vinte e nove filmes para a Columbia, Jones se transferiu para a Universal Pictures, em 1933. Ali, sua carreira atingiu o ápice, tendo ficado entre os dez cowboys mais populares até 1938. Na Universal, fez vinte e dois filmes e quatro seriados, tendo inclusive dirigido alguns deles. Jones tinha um talento nato para a comédia e várias vezes seus filmes o retratavam como um cowboy tímido e ingênuo no início, o que proporcionava as cenas cômicas queridas pelas platéias e detestadas pelos críticos. No decorrer da ação, no entanto, Jones transformava-se aos poucos no durão implacável característico dessas produções.
Por volta de 1938, uma nova geração havia aportado nos campos do faroeste B. Eram os cowboys cantores, como Gene Autry, Roy Rogers, Tex Ritter e tantos outros. Com isso, a carreira de Jones entrou em franco declínio. Sem contrato, conseguiu apenas meia dúzia de modestos filmes por um estúdio do Poverty Row, distribuídos pela Columbia. Depois de um período ocioso, estrelou o drama Compromisso de Honra (Unmarried, 1939), para a Paramount. No ano seguinte, desagradou seus fãs ao aceitar o papel de um bandido em A Caravana do Oeste (Wagons Westward, 1940), estrelado por Chester Morris para a Republic. Ainda fez dois seriados em 1941 e quando tudo indicava que sua carreira chegara ao fim, a Monogram chamou-o para uma série de filmes do trio Western "The Rough Riders", ao lado de Tim McCoy e Raymond Hatton. Entre 1941 e 1942, foram produzidas oito películas movimentadas (ainda que rotineiras), após o quê o trio se desfez, pois McCoy alistara-se novamente no exército. Depois de um último filme, Amanhecer na Fronteira (Dawn on the Great Divide, 1942), já fora da série, Jones passou a sair em excursões, onde se apresentava individualmente e vendia bônus de guerra.
Em 28 de novembro de 1942, encontrava-se em Boston, Massachusetts, quando um grande incêndio no restaurante onde jantava causou várias vítimas fatais. Jones conseguiu ser retirado com vida, porém não resistiu aos ferimentos e faleceu dois dias depois.

## Quadrinhos
Buck Jones, assim como outros caubóis famosos do cinema, teve suas aventuras adaptadas para os quadrinhos. Nos Estados Unidos, teve uma revista publicada pela Dell Comics e no Reino Unido, pela editora Fleetway, algumas das histórias produzidas pelo brasileiro João Batista Mottini.
No Brasil, elas foram publicadas pela EBAL e pela RGE. Nesta última, a revista se chamou Arizona Kid, pela impossibilidade de usar o nome registrado pela outra editora.

## Filmografia
Todos os títulos em português se referem a exibições no Brasil. Para uma filmografia completa, desde a era do cinema mudo, queira ver a página dedicada ao ator no site IMDb - The Internet Movie Database (em inglês).
| Filmes sonoros Seriados A Vila dos Fantasmas ( Gordon of Ghost City , 1933), doze episódios, faroeste O Cavaleiro Vermelho ( The Red Rider , 1934 ), quinze episódios, faroeste Aventureiros Heróicos ( The Roaring West , 1935 ), quinze episódios, faroeste O Cavaleiro Fantasma ( The Phantom Rider , 1936 ), quinze episódios, faroeste Águia Branca ( White Eagle , 1941), quinze episódios, faroeste Os Cavaleiros da Morte ( Riders of Death Valley , 1941), quinze episódios, faroeste Gêneros diversos O Rei do Volante ( High Speed , 1932 ), policial O Anjo Pecador ( Child of Manhattan , 1933), drama Compromisso de Honra ( Ummarried , 1939), comédia dramática Faroestes B O Cavaleiro Solitário ( The Lone Rider , 1930) A Estância Sinistra ( Shadow Ranch , 1930) Homens Sem Lei ( Men Without Law , 1930) Senda Sangrenta ( The Dawn Trail , 1930) Vingança do Deserto ( Desert Vengeance , 1931 ) O Vingador ( The Avenger , 1931) O Guardião do Texas ( The Texas Ranger , 1931) A Força do Dever ( The Fighting Sheriff , 1931) O Estigma do Acaso ( Branded , 1931) A Lei da Fronteira ( Border Law , 1931) No Limite da Justiça ( The Deadline , 1931) Estância em Guerra ( The Range Feud , 1931) O Cavaleiro da Justiça ( Ridin' for Justice , 1932) O Guardião da Lei ( One Man Law , 1932) O Terror dos Bandidos ( South of the Rio Grande , 1932) O Amigo do Perigo ( Hello Trouble , 1932) Honra Pelo Dever ( McKenna of the Mounted , 1932) O Filho das Tribos ( White Eagle , 1932) A Trilha Proibida ( Forbidden Trail , 1932) Crime de Traição ( Treason , 1933) Audácia de Tirano ( The California Trail , 1933) O Caçador de Emoções ( The Thrill Hunter , 1933) O Vale da Morte ( Unknown Valley , 1933) O Código de um Herói ( The Fighting Code , 1933) O Cavaleiro do Poente ( The Sundown Rider , 1933) | - Músculos de Aço (The Fighting Ranger, 1934) - Farejando a Caça (The Man Trailer, 1934) - Um Roceiro de Sorte (Rocky Rhodes, 1934) - Quando um Homem Vê Perigo (When a Man Sees Red, 1934) - Prêmio de Consolação (The Crimson Trail, 1935) - Esperança que Renasce (Stone of Silver Creek, 1935) - Audácia Recompensada (Border Brigands, 1935) - Dívida de Jogo (Outlawed Guns, 1935) - Lembranças, Querido (The Throwback, 1935) - A Pistola de Punho de Marfim (The Ivory-Handleed Gun, 1935) - O Ocaso do Poder (Sunset of Powder, 1936) - Entrevista Interrompida (Silver Spurs, 1936) - Luta Inglória (For the Service, 1936) - O Boiadeiro e o Órfão (The Cowboy and the Kid, 1936) - Devorador de Quilômetros (Ride' Em Cowboy, 1936) - Semelhança Enganadora (Boss Rider of Gun Creek, 1936) - O Rancho das Feitiçarias (Empty Saddles, 1936) - Tumultos da Vida (Sandflow, 1937) - À Esquerda da Lei (Left Handed Law, 1937) - Vencendo Pela Razão (Smoke Tree Range, 1937) - Ases Negros (Black Aces, 1937) - Aqui Mando Eu(Law For Tombstone, 1937) - Ídolos de Barro (Hollywood Roundup, 1937) - Última Etapa (Sudden Bill Dorn, 1937) - Castigo Imprevisto (Boss of Lonely Valley, 1937) - Abutrs dos Negócios (Headin' East, 1937) - O Expresso Postal (The Overland Express, 1938) - Zombando do Perigo (The Stranger from Arizona, 1938) - Espertezza de Texano (Law of the Texan, 1938) - Fronteiras Heróicas (California Frontier, 1938) - A Caravana do Oeste (Wagons Westward, 1940); coadjuvante, como xerife corrupto - O Vaqueiro do Arizona (Arizona Bound, 1941); série Rough Riders - O Agente Encoberto (The Gunman from Bodie, 1941); série Rough Riders - Ouro Fatal (Forbidden Trails, 1941); série Rough Riders - Além da Fronteira (Below the Border, 1942); série Rough Riders - O Mistério da Cidade Fantasma (Ghost Town Law, 1942); série Rough Riders - Rumo ao Texas (Down Texas Way, 1942); série Rough Riders - Centauros Vingadores (Riders of the West; 1942), série Rough Riders - À Margem da Lei (West of the Law, 1942); série Rough Riders - Amanhecer na Fronteira (Dawn on the Great Divide, 1942) |